# Felix Grayeff
Felix Grayeff (* 1906 in Königsberg; † 1981 in London) war ein deutsch-neuseeländischer Altphilologe und Philosoph.

## Biografie
Grayeff studierte Altphilologie und Philosophie unter anderem an der Universität Freiburg im Breisgau, der Universität Heidelberg und der Universität Königsberg. Nach der Promotion im Juli 1930 bei Wolfgang Schadewaldt unterrichtete Grayeff Latein und Griechisch an Gymnasien in Berlin, bis dies für ihn als Juden in der Zeit des Nationalsozialismus nach 1933 nicht mehr möglich war. 1938 emigrierte er mit seiner Frau Marianne Zander nach Australien, wo er am St. Peter’s College, Adelaide, unterrichtete. Ein Jahr später wechselte er an die University of Otago in Dunedin, Neuseeland, wo er bis 1952 Deutsche Sprache und Literatur lehrte.
Unter Grayeffs philosophischen Schriften haben vor allem die Bücher zu Immanuel Kants Kritik der reinen Vernunft und zur Schule des Aristoteles Aufmerksamkeit gefunden. Auf seine im Aristoteles-Buch aufgestellte These, Autor der Schriften des Corpus Aristotelicum sei eigentlich nicht Aristoteles, sondern seine Schule, insofern die Schriften des Aristoteles dort fortgeschrieben, ergänzt und zusammengestellt wurden, wird auch heute noch Bezug genommen. Seine posthum erschienene Autobiographie mit Erinnerungen an Martin Heidegger und Karl Jaspers ist auch deshalb eine wichtige Quelle zur Universitätsgeschichte, weil Grayeff über das deutsche und das britisch-geprägte System Neuseelands aus vergleichender Perspektive berichten kann.

## Schriften
- Untersuchungen über die Bedeutung der Gebärden in der griechischen Epik. Inauguraldissertation, Philosophische Fakultät, Albert-Ludwigs-Universität Freiburg i. Br. 1930.
- Deutung und Darstellung der theoretischen Philosophie Kants. Ein Kommentar zu den grundlegenden Teilen der Kritik der reinen Vernunft. Meiner, Hamburg 1951. 2. Auflage mit einem Sachregister von Eberhard Heller, ebenda 1977.
  - Englische Ausgabe: Kant’s theoretical philosophy. A commentary to the central part of the Critique of pure reason. Übersetzt von David Walford. Manchester University Press, Manchester / Barnes & Noble, New York 1970.
- Heinrich der Achte. Das Leben eines Königs – Schicksal eines Reiches. Claassen, Hamburg 1961.
- Versuch über das Denken. Meiner, Hamburg 1966.
- Aristotle and his school. An inquiry into the history of the peripatos. With a commentary on Metaphysics Z, H, Λ and Θ. Duckworth, London 1974.
- Migrant scholar. An autobiography. Hrsg. von Eleonore Engelhardt und Albert Raffelt (= Schriften aus der Universitätsbibliothek Freiburg i. Br. Band 11). Universitätsbibliothek, Freiburg i. Br. 1986. 2. Auflage ebenda 2003 (online).